# Louis von Lützow
Louis Friedrich Joachim Hans von Lützow (* 18. September 1831 in Schwerin; † 5. Dezember 1882 in Danzig) war ein preußischer Generalmajor.

## Leben

### Herkunft
Louis war der Sohn des mecklenburgischen Staatsministers Ludwig von Lützow (1793–1872) und dessen Ehefrau Sophie, geborene Freiin von Brandenstein (1796–1876).

### Militärkarriere
Lützow besuchte ein Gymnasium sowie die großherzogliche Militär-Bildungsanstalt in Schwerin. Am 11. April 1849 trat er in das mecklenburgische Dragoner-Regiment ein und nahm im gleichen Jahr während der Niederschlagung der Badischen Revolution an den Gefechten bei Käfertal, Groß-Sachsen und an der Oos teil. Bis Mitte April 1856 avancierte Lützow zum Premierleutnant und wurde am 10. September 1860 zum Flügeladjutanten des Großherzogs Friedrich Franz II. ernannt. In dieser Stellung erfolgt am 9. September 1861 zunächst noch ohne Patent seine Beförderung zum Rittmeister. Das Patent zu diesem Dienstgrad erhielt Lützow Ende November 1862. Am 22. Dezember 1863 kehrte er mit der Ernennung zum Eskadronchef im 1. Dragoner-Regiment in den Truppendienst zurück. Lützow führte seine Eskadron 1866 während des Deutschen Krieges in den Gefechten bei Seybothenreuth und Hof.
Nach dem Krieg wurde er am 10. Oktober 1868 als Major und Eskadronchef mit seinem Regiment in den Verband der Preußischen Armee übernommen. Als etatsmäßiger Stabsoffizier kam er dann am 11. Dezember 1869 in das 1. Brandenburgischen Dragoner-Regiment Nr. 2 nach Schwedt/Oder. Mit dem Verband beteiligte sich Lützow 1870/71 während des Krieges gegen Frankreich an den Schlachten bei Vionville, Gravelotte und Le Mans. Ausgezeichnet mit dem Eisernen Kreuz II. Klasse wurde er nach dem Frieden von Frankfurt am 26. September 1871 in den Stab des 2. Garde-Dragoner-Regiments nach Berlin versetzt und stieg Anfang September 1873 zum Oberstleutnant auf. Man beauftragte ihn dann am 16. Oktober 1873 unter Stellung à la suite zunächst mit der Führung des Westfälischen Ulanen-Regiments Nr. 5 in Düsseldorf und ernannte Lützow am 17. Februar 1874 zum Regimentskommandeur. In dieser Stellung wurde er am 22. März 1876 zum Oberst befördert und am 8. September 1877 mit dem Roten Adlerorden III. Klasse mit Schleife und Schwertern ausgezeichnet. Unter Beförderung zum Generalmajor erhielt Lützow am 14. Oktober 1882 das Kommando über die 2. Kavallerie-Brigade in Danzig.
Er verstarb unverheiratet in Ausübung seines Dienstes an einem Herzschlag.